# Komiker
| Komiker |
| --- |
| Komikerduon Helan och Halvan, som blev världskända under den klassiska Hollywood-eran. - Betydelse – humoristiskt inriktad skådespelare eller scenartist - Varianter – bondkomiker, clown, revykomiker, ståuppkomiker - Kända namn – Birgitta Andersson, Groucho Marx, Jennifer Saunders, Jacques Tati, |

Komiker (äldre specifik femininform: komedienn) är en skådespelare eller scenartist med inriktning mot humoristisk framställning. Komikern framför vitsar och roliga historier och kan använda sig av hjälpmedel som mim, kroppsspråk och särskilda kläder samt olika redskap, som musikinstrument eller leksaker för att framföra sitt budskap.

## Olika typer
Nedan listas olika typer av komiker:
- bondkomiker – framställer komiska scener eller berättelser ur livet på landet.
- clown – roar barn och vuxna med visuell humor, ofta på cirkus.
- revykomiker – presenterar sketcher i en revy.
- ståuppkomiker – berättar (ofta ensam) komiska berättelser och sketcher från en scen.